# Marcos Calazans
Silva Rocha Calazans Marcos Vinicius známý jako Marcos Calazans (* 14. června 1996) je brazilský fotbalový záložník, hráč klubu Fluminense FC.
Jeho oblíbeným klubem je španělský Real Madrid.

## Klubová kariéra
Calazans hrál v Brazílii za klub Fluminense FC z města Rio de Janeiro. V září 2014 odešel na roční hostování s opcí do českého klubu FC Slovan Liberec, který s Fluminense spolupracuje. Hráče vytipoval v Brazílii sportovní ředitel Slovanu Jan Nezmar. Po příchodu do Liberce hrál Calazans nejprve v juniorce.

V 1. české lize debutoval 20. září 2014 v utkání proti FC Zbrojovka Brno (prohra 0:1), nastoupil v 57. minutě.